# Holophaea lycone
Holophaea lycone är en fjärilsart som beskrevs av Druce 1884. Holophaea lycone ingår i släktet Holophaea och familjen björnspinnare. Inga underarter finns listade i Catalogue of Life.